# 常州市
常州市（じょうしゅうし、英: Changzhou）は中華人民共和国江蘇省南部に位置する地級市。二千五百年の歴史を誇る風光明媚な街で、名所・旧跡が多くある。また近年は、モデル工業都市として発展している。また大阪府高槻市及び埼玉県所沢市と姉妹都市である。中国近代化の中で工業が盛んになり、紡績、軽工業、電子機械、化学工業などがめざましい発展を遂げている。気候は、温暖湿潤気候に属し、四季の区別もはっきりしており、年間平均気温は、15℃となっている。

## 地理
長江三角洲の中心部、上海の西160km、南京との中間に位置し、北は長江（揚子江）に接し、南は太湖に近く、京杭大運河が市内を貫流している。 

## 歴史
歴史をたどると約2500年前に町が形成され、春秋時代の呉の季札が封ぜられた延陵として知られている。春秋時代の淹城や闔閭城などの歴史遺跡が残っている。西晋時代から近代にいたるまでの1700年もの間、都・府として栄え、江蘇南部の政治、経済、文化の中心地として「三呉の重鎮、八邑の名都」と呼ばれている。
南朝の梁武帝など、皇帝15名、状元（科挙制度の成績が全国一位の人）9名、進士1,333名等の偉人輩出の地としても有名である。清朝末期の文学者であり、思想家であった龔自珍は、「天下名士が輩出する地といえば、東南には常州に比類するもの無し」と賛嘆の句を詠んでいる。清代の康煕帝、乾隆帝は、この歴史のまち常州にあこがれ、幾度となく訪れ、また北宋の文学者である蘇軾も常州を愛し、終焉の地となった。
常州では古く東晋の時代から櫛（くし）が作られ、明清時代でピークとなり宮廷用の高級品の産地として「くしのふるさと」とも呼ばれる。また、乱針繍や綿刺繍などの伝統工芸も無形文化財として登録されている。
近年では電気自動車や産業用ロボットなどの先進製造業を主な産業として栄えてきた。

## 行政区画
5市轄区・1県級市を管轄する。
- 市轄区：
  - 新北区・鐘楼区・天寧区・武進区・金壇区
- 県級市：
  - 溧陽市

| 常州市の地図                              |
| ----------------------------------------- |
| 天寧区 鐘楼区 新北区 武進区 金壇区 溧陽市 |

### 年表
この節の出典

#### 武進分区
- 1949年10月1日 - 中華人民共和国蘇南行署区武進分区が成立。武進県・江陰県・溧陽県・金壇県・宜興県が発足。（5県）
- 1949年11月18日 - 武進県・江陰県・溧陽県・金壇県・宜興県が常州専区に編入。

#### 蘇南行署区常州専区
- 1949年11月18日 - 武進分区武進県・江陰県・溧陽県・金壇県・宜興県を編入。常州専区が成立。（1市5県）
  - 武進県の一部が分立し、常州市が発足。
- 1952年11月15日 - 江蘇省の成立により、江蘇省常州専区となる。

#### 江蘇省常州専区（1952年 - 1953年）
- 1953年1月27日 - 武進県の一部が常州市に編入。（1市5県）
- 1953年2月6日 
  - 常州市が地級市の常州市に昇格。
  - 武進県・金壇県・溧陽県が鎮江専区に編入。
  - 江陰県・宜興県が蘇州専区に編入。

#### 常州市（第1次）
- 1953年2月6日 - 常州専区常州市が地級市の常州市に昇格。東区・南区・西区・北区・郊区が発足。（5区）
- 1953年2月27日 - 鎮江専区武進県の一部が分立し、戚墅堰区が発足。（6区）
- 1955年9月 - 北区が東区・西区に分割編入。（5区）
- 1955年11月15日（4区）
  - 東区が天寧区に改称。
  - 南区が広化区に改称。
  - 西区が鐘楼区に改称。
  - 戚墅堰区が郊区に編入。
- 1956年3月 - 天寧区・広化区・鐘楼区が郊区に編入。（1区）
- 1956年6月 - 郊区を廃止。（1市）
- 1956年12月 - 戚墅堰区を設置。（1区）
- 1957年9月 - 戚墅堰区の一部が分立し、天寧区・広化区・鐘楼区が発足。（4区）
- 1958年8月15日 - 戚墅堰区の一部が常州専区武進県に編入。（4区）
- 1958年9月19日 - 常州市が常州専区に編入。

#### 江蘇省常州専区（1958年 - 1959年）
- 1958年8月2日 - 鎮江専区が常州専区に改称。（1市10県）
- 1958年8月15日 - 常州市戚墅堰区の一部が武進県に編入。（1市10県）
- 1958年8月 - 武進県の一部が蘇州専区江陰県に編入。（1市10県）
- 1958年9月5日 - 丹徒県が鎮江市に編入。（1市9県）
- 1958年9月19日 - 常州市を編入。常州市が県級市に降格。（2市9県）
- 1958年10月 - 武進県の一部が蘇州専区江陰県に編入。（2市9県）
- 1959年3月8日 - 武進県の一部が常州市に編入。（2市9県）
- 1959年7月24日 - 常州専区が鎮江専区に改称。

#### 常州市（第2次）
- 1962年6月25日 - 鎮江専区常州市が地級市の常州市に昇格。天寧区・広化区・鐘楼区・戚墅堰区・郊区・武進県が成立。（5区1県）
- 1962年9月25日 - 武進県が鎮江専区に編入。（5区）
- 1964年10月24日 - 郊区の一部が鎮江専区武進県に編入。（5区）
- 1966年9月23日（5区）
  - 天寧区が東風区に改称。
  - 広化区が向陽区に改称。
  - 鐘楼区が勝利区に改称。
  - 戚墅堰区が衛東区に改称。
- 1973年10月19日 - 鎮江地区武進県の一部が郊区に編入。（5区）
- 1980年6月9日（5区）
  - 東風区が天寧区に改称。
  - 向陽区が広化区に改称。
  - 勝利区が鐘楼区に改称。
  - 衛東区が戚墅堰区に改称。
- 1983年1月18日 - 鎮江地区武進県・金壇県・溧陽県を編入。（5区3県）
- 1986年9月8日 - 広化区が鐘楼区・天寧区に分割編入。（4区3県）
- 1987年1月1日 - 武進県の一部が戚墅堰区・郊区に分割編入。（4区3県）
- 1990年8月15日 - 溧陽県が市制施行し、溧陽市となる。（4区1市2県）
- 1993年11月10日 - 金壇県が市制施行し、金壇市となる。（4区2市1県）
- 1995年6月8日 - 武進県が市制施行し、武進市となる。（4区3市）
- 2002年4月3日 (5区2市)
  - 武進市の一部が分立し、武進区が発足。
  - 郊区の一部・武進市の残部が合併し、新北区が発足。
  - 郊区の残部が鐘楼区・天寧区に分割編入。
- 2015年4月28日 (5区1市)
  - 戚墅堰区および武進区の一部が合併し、武進区が発足。
  - 金壇市が区制施行し、金壇区となる。
  - 武進区の残部が新北区・天寧区・鐘楼区に分割編入。
- 2015年9月11日 - 鐘楼区の一部が武進区に編入。(5区1市)

## 交通
- 市営バス

全170線で町の隅々まで連絡、前線新型エアコンつきバスで国内一
- BRT

専用車道のある快速バス線で市内の遠距離移動の主要手段
- 地下鉄
  - 常州地下鉄 ‐ 最終計画では6路線の建設が計画されている。
    - 常州地下鉄1号線
    - 常州地下鉄2号線

- 中国鉄路
  - 常州駅 - 京滬線、滬寧都市間鉄道が発着し、南京や上海の他、全国各都市へ向かう列車が利用可能。
  - 常州北駅 - 京滬高速鉄道が発着する。乗り換えなしの場合、北京南駅へは最速約5時間、上海虹橋駅へは最速約40分である。[3]
  - 滬寧沿江高速鉄道
  - 寧杭旅客専用線
- 高速道路
  - 上海 - 南京高速線: 上海より約2時間、南京より約1時間30分

  - 沿江高速線:（上海より約2時間30分）

  - 常寧高速線：南京より1時間30分
- 空路
  - 常州空港（常州奔牛空港）

北京、広州、瀋陽、成都など国内17の主要都市と連絡。2014年に国際空港化で香港やバンコクなどに就航した。2015年9月27日から中部国際空港線が春秋航空により開設された。

## 経済

### 物産
- 芝麻飴

### 企業
- 新科
- 中天鋼鐵
- 常柴
- 天合光能
- 戚墅堰機車車輛

## 教育
- 常州大学

## 観光
- 茅山
- 天寧寺 （国家AAAA級観光地）
- 紅梅閣 （国家AAAA級観光地）
- 文筆塔 （国家AAAA級観光地）
- 天目湖（国家AAAA級観光地）
- 南山竹海
- 儀舟亭
- 淹城遺跡 （国家AAAA級観光地、国家文化財）
- 劉海栗美術館
- 中華恐竜園 （国家AAAAA級観光地）
- 恐竜谷温泉 （国家AAAAA級観光地）

## 出身者
- 季札
- 蕭道成
- 華羅庚 - 数学者
- 劉海粟 - 画家
- 劉国鈞
- 常州三傑 - 瞿秋白・張太雷・惲代英
- 瞿維